# Cabine d'avion de ligne
La cabine d'un avion de ligne est la portion du fuselage de l'avion dans laquelle les passagers sont installés.
Les compagnies aériennes sont libres de décider de l'aménagement des cabines. Le nombre de sièges est limité par la démonstration d'évacuation de l'avion effectuée par le constructeur. La position des rangées de sièges est contrainte par l'emplacement des portes d'accès et celle des sorties de secours. Les emplacements utilisés pour les galleys et les toilettes sont contraints par le positionnement des servitudes (alimentation électrique, eau et évacuation) ainsi que par les couloirs d'accès. La zone arrière de la cabine, généralement de diamètre plus réduit, est souvent utilisée dans ce but.
La cabine peut être divisée en plusieurs parties affectées à des classes différentes. Elles sont séparées par des rideaux souvent situés à l'emplacement des aménagements réservés au travail de l'équipage commercial. Selon la largeur de la cabine, les sièges sont disposés en rangées de 2 à 10 éléments séparés par 1 ou 2 couloirs.

## Section du fuselage

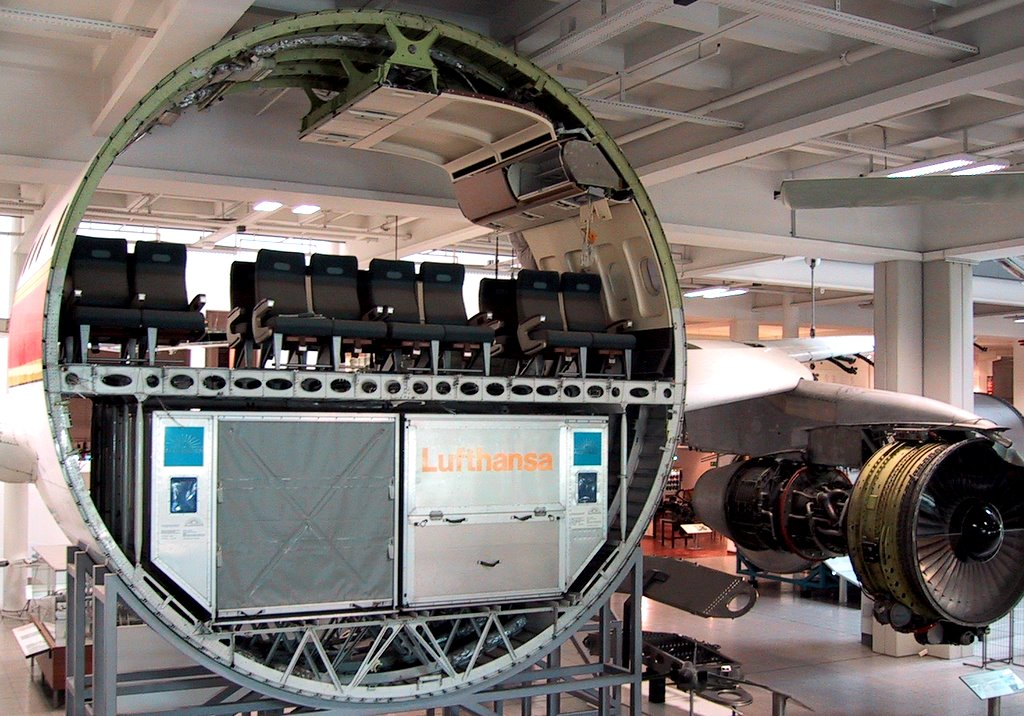
Section circulaire d'un avion de ligne à fuselage large de type Airbus A 300.

Section d'un Airbus A 380 légèrement elliptique et section d'un Boeing 747, intersection d'une ellipse avec un cercle

L'aménagement de la cabine en 2+4+2 sièges par rangées correspond à la classe économique. Sous le plancher, il y a la soute aménagée pour le transport de containers normalisés. L'espace au-dessus du plafond n'est pas accessible et est utilisé pour le passage des servitudes. Pour franchir les obstacles terrestres, s'affranchir des phénomènes météorologiques plus fréquents en basse atmosphère, utiliser les courants aériens et améliorer le rendement des propulseurs, il est nécessaire de voler à haute altitude et donc de pressuriser la cabine. La section circulaire est celle qui résiste le mieux à la différence de pression entre l'intérieur et l'extérieur et les fuselages. Tous les avions de ligne actuels ont donc des fuselages cylindriques. Les exceptions concernent les fuselages très étroits dont le diamètre ne permettrait pas aux passagers de se lever ; le constructeur choisit alors une section elliptique dont le grand axe est vertical. Dans le cas des avions à deux ponts, le constructeur choisit une solution d'intersection de deux sections circulaires ou elliptiques.
La section du fuselage est partagée en trois espaces :
- une zone centrale constituant la cabine passager proprement dite. La hauteur libre entre le plancher et le plafond est de l'ordre de 2 m afin de permettre aux passagers de circuler debout ;
- une zone située sous le plancher de la cabine, la soute, utilisée pour le transport des bagages et de fret additionnel ;
- une zone située au-dessus du plafond de la cabine utilisée pour le passage de gaines techniques ou, sur les fuselages de grand diamètre, pour aménager un espace de repos pour l'équipage.

## Les différentes classes usuelles
Les compagnies aériennes décident de l'aménagement de la cabine de leur avion. L'objectif est de disposer du plus grand nombre possible de sièges pour le niveau de confort souhaité. La notion de confort est, en premier lieu, liée à la largeur du siège et à l'écartement entre deux rangées consécutives ; il faut y ajouter les éléments de servitude tels que les toilettes et les zones de stockage et préparation des boissons ou nourritures servies à bord.
Plusieurs contraintes doivent toutefois être respectées :
- Le nombre maximal de sièges est limité par le constructeur qui doit démontrer que les passagers sont en mesure d'évacuer l'avion dans les conditions requises par les normes. Ce nombre correspond à un aménagement très haute densité.
- L'accès aux portes (en principe, côté gauche) doit permettre l'embarquement et le débarquement des passagers et (côté droit) le chargement et le déchargement des chariots de servitude. L'accès aux sorties de secours doit répondre aux normes et doit correspondre à un espace entre deux rangées de sièges.
- Les zones de servitude, toilettes et préparation des repas en particulier, sont positionnées en fonction de la disponibilité de l'alimentation électrique, du stockage et de l'alimentation en eau, de l'évacuation et du stockage des déchets.
- Le fuselage se termine généralement en forme de cône et le diamètre est restreint. Cette zone est donc souvent utilisée pour les servitudes.
- Sur les avions à deux ponts, il est nécessaire de prévoir au moins un escalier les reliant.
- Les avions à fuselage large disposent parfois de zones de repos ou de stockage réservées à l'équipage situées soit en soute, soit au-dessus du plafond de la cabine. Des escaliers, des ascenseurs même, permettent de les rejoindre.

Les compagnies aériennes décident de l'existence et de la répartition dans l'avion des différentes classes de confort. Sans que cela ne soit une règle, il est constaté que sur les vols long courrier utilisant des avions à fuselage large, il existe jusqu'à quatre classes ; ce nombre se réduit à un sur les vols régionaux utilisant des avions à fuselage étroit. Les compagnies à bas coûts ne proposent généralement qu'une seule classe de service.
Les compagnies aériennes utilisent des noms commerciaux pour désigner les différentes classes. Elles correspondent approximativement aux appellations courantes :
- Première (First) ;
- Affaire (Business) ;
- Éco-premium ;
- Économie ou Touriste : aménagement haute-densité ;
- sans nom : aménagement très haute densité.

### Aménagement très haute densité
Cet aménagement correspond ou est très proche du maximum autorisé par le constructeur. Ce standard est utilisé par les compagnies à bas coût sur les vols court-courrier. Sur des avions type Boeing 737 ou Airbus A320, les sièges ont une largeur de 17" et le pas (distance entre deux rangées) est de l'ordre de 28".

### Aménagement type économie
Cet aménagement est utilisé en classe économique. Selon les compagnies et le type d'avion, les sièges ont une largeur variant de 17 à 19" et le pas de 28 à 36". Noter que réduire la largeur des sièges de 2" permet, sur un avion à fuselage large, de passer d'une rangée de 9 sièges à une rangée de 10 sièges ; de même sur un avion qui comporterait 25 rangées, le gain de 1 ou 2" permet d’accommoder une rangée supplémentaire. Sur un avion à fuselage étroit, l'aménagement typique est en 3+3, deux groupes de 3 sièges séparés par un couloir central. Sur un avion à fuselage large les configurations sont plus variables 3+4+3 pour des rangées de 10 sièges ou 3+3+3 ou 2+5+2 pour des rangées de 9 sièges. 

### Aménagement Éco-prémium
Cet aménagement n'est utilisé que sur les avions à fuselage large. Selon les compagnies et le type d'avion, les sièges ont une largeur variant de 18 à 22" et le pas de 30 à 42". L'espacement entre les rangées permet d'avoir des dossiers plus inclinables et facilite les déplacements.

### Aménagement Affaire
Cet aménagement est utilisé en classe affaire. Selon les compagnies et le type d'avion les sièges ont une largeur variant de 18 à 22" et le pas de 30 à 60". Sur les vols court-courriers certaines compagnies utilisent des rangées de sièges dont les accoudoirs du siège central sont mobiles, en aménagement Affaire le siège central est condamné donnant ainsi plus d'espace. Sur les vols long-courriers, les compagnies augmentent le pas ce qui permet d'installer des sièges-lits.

### Aménagement Première
Cet aménagement n'existe que sur les vols long-courriers. Le pas est suffisamment grand pour installer des sièges qui peuvent devenir de véritables lits. Des cloisons permettent d'isoler le passager qui dispose d'un espace privatisé.

### Les autres paramètres
Les différences de confort, et donc d'aménagement de cabine, les plus visibles sont liés aux sièges. Toutefois, les compagnies ajustent aussi l'espace dédié aux toilettes dont le nombre peut varier de 1 bloc pour 60 passagers à 1 bloc pour 5 passagers selon la classe et la durée du vol. L'aménagement de la cabine peut aussi inclure des espaces de convivialité autour d'un bar.
L'existence des classes se traduit directement sur l'aménagement de la cabine et en particulier sur le siège. La notion de classe inclut aussi de nombreux services annexes à bord de l'avion (repas, distraction, etc), bagages supplémentaires ainsi que des services au cours de l'enregistrement, de l'embarquement, etc. Ces différences sont explicitées dans l'article sur le passager aérien.  

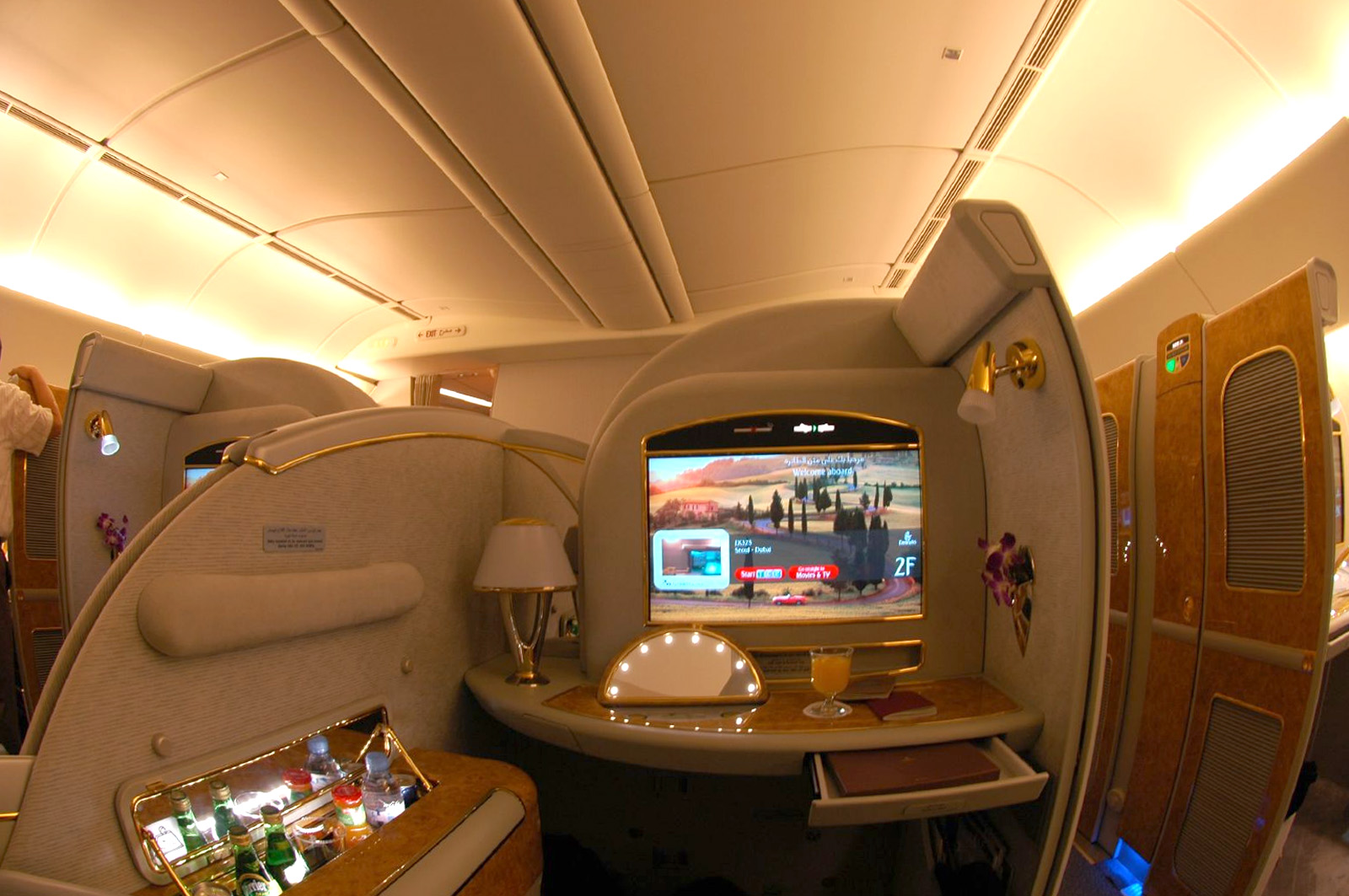
Emirates 777-200LR de Première Classe Suite

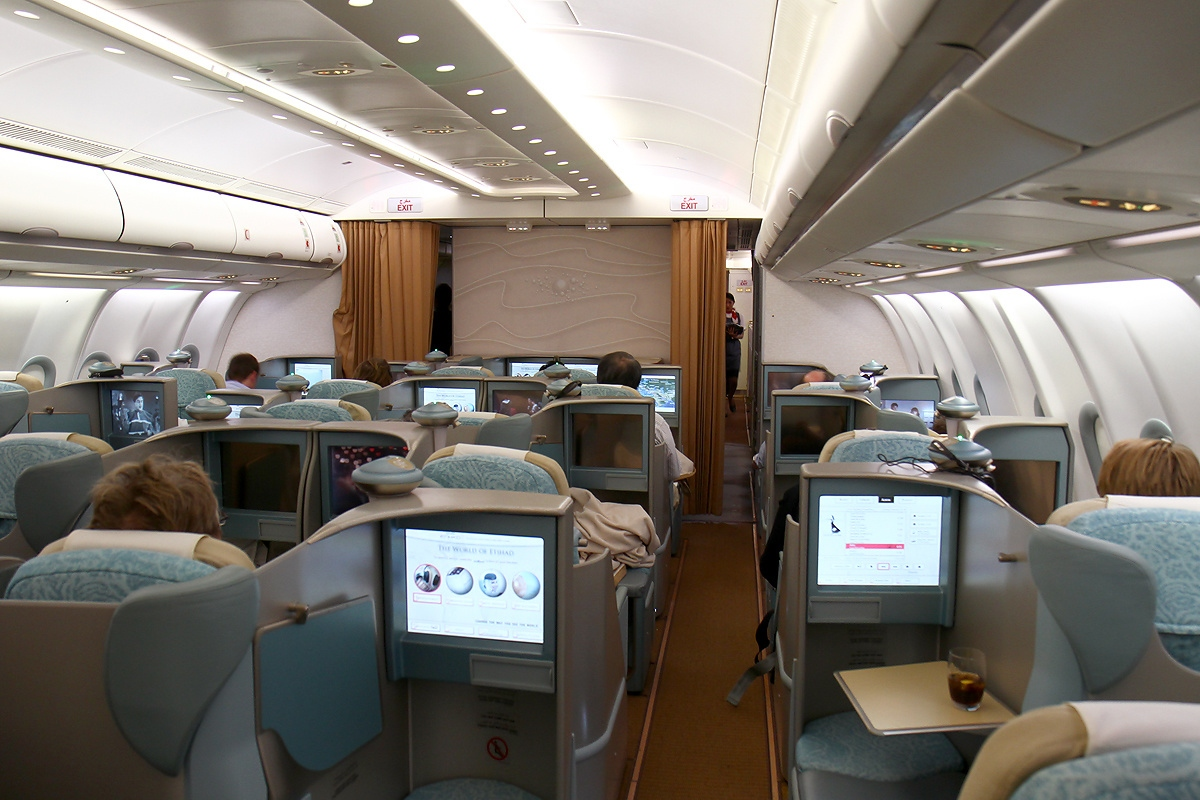
Etihad Airways, Cabine De Classe Affaires